# Skytale

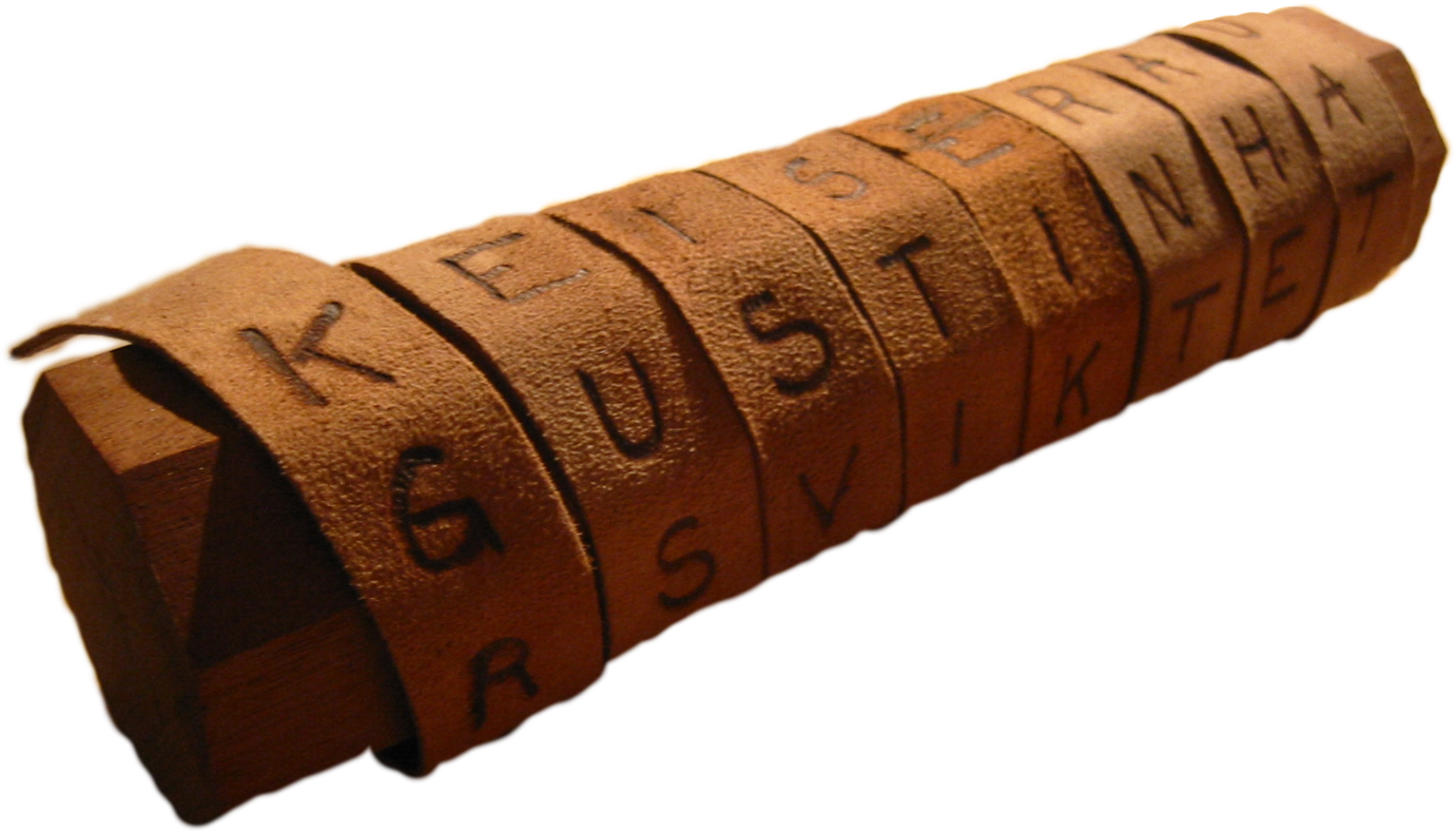
Skytale (współczesna replika)

Skytale (stgr. σκυτάλη skytálē lub σκύταλον skýtalon; łac. scytala) – metoda szyfrowania stosowana w starożytnej Grecji, w szczególności przez Spartan. 
Wąski pasek pergaminu lub skóry nawijano na laskę, zapisując tekst wzdłuż niej na stykających się brzegach. Będący adresatem posiadacz laski o identycznej grubości mógł szybko odczytać tekst przesłania. W postaci rozwiniętej, z pozbawionymi sensu, rozrzuconymi literami nie miał żadnej wartości dla osoby niepowołanej; zrozumiały był jedynie dla właściwego odbiorcy, który dopasował go do swego wzorca. 
W okresie pokoju laskę przypuszczalnie przechowywano w tajnym depozycie urzędników lacedemońskich, zwanych eforami. 
Skytale używano także w postaci skórzanego paska owijanego wokół bioder posłańca, literami do wewnątrz, a więc jako przepaska mógł nie wzbudzać żadnych podejrzeń (można to uznać za rodzaj steganografii). Określenie to odnosi się zarówno do laski eforów, jak i do paska z zaszyfrowanym tekstem.